# 重松九州男
重松 九州男（しげまつ くすお、1912年3月10日 - 没年不明）は、日本の歯科医師、政治運動家・『日本世直し党』党首。

## 人物・政歴
- 福岡県出身。日本大学歯科医学校（現：日本大学歯学部）卒業後、東京歯科大学インターン修了、軍医を経て札幌市で歯科医院を開業、後に神奈川県大和市に転居。
- 札幌医科大学歯学部設立委員、北海道大学歯学部設立委員を歴任。
- 『歯科近代化センター』所長兼理事長。
- 『日本の身障者を守る会』会長。
- 『日本世直し会』会長。
- 神奈川県を選挙区とする衆議院議員総選挙、参議院議員通常選挙に頻繁に出馬し、参議院議員補欠選挙にも名乗りを上げていた。
- 当初無所属（『日本世直し会』など推薦）で立候補していたが、1983年（昭和58年）5月、参議院議員通常選挙に比例代表制が導入されたこと契機に、福田拓泉の支援を受け、『日本世直し会』を母体に政治団体『日本世直し党』を結党し代表に就任、確認団体として10名の候補者を擁立。以後、同党公認で出馬するようになった。
- 1990年第39回衆議院議員総選挙に東京都第4区から出馬するも麻原彰晃以下の得票数であった。
- 1995年（平成7年）7月の第17回参議院議員通常選挙比例代表区に、『日本世直し党』名簿搭載順位第1位で立候補して以後、立候補活動を休止。
- 立候補した総ての選挙に落選し、供託金を没収された。いわゆる「泡沫候補」の中でも毎回得票が伸び悩み、最下位前後で落選することが多かった。
- 汚職・政治腐敗打破、行政改革、不公平税制の是正、消費税反対、総理大臣の直接選挙、議員定数削減・医療の無料化、女性の地位向上、グローバリズム、反戦・反核、軍事大国化反対、元慰安婦や樺太残留朝鮮人への国家補償など、穏健かつリベラルな政策を掲げていたものの、街宣右翼や総会屋に政治活動の面倒を見させるなど、清濁併せ呑む一面もあった。これは『世界政府創設委員会』などを名乗った南俊夫も同様であった。

## 現在
かつて党本部所在地として届け出ていた神奈川県大和市の住所には歯科医院が存在している。